# Fuego pasional (álbum)
Fuego pasional es el décimo álbum solista del cantante y compositor argentino de cuarteto Pelusa. Fue lanzado en 1989 por el sello RCA Victor en disco de vinilo y casete.

## Lista de canciones
Lado A
1. «Déjalos que hablen» (Cavanes, Montenaggio, Campos) – 2:53
2. «Ella o él» (Cavanes, Montenaggio, Campos) – 3:19
3. «Fuego pasional» (Campana, Berna, Calderón) – 3:44
4. «Era mía» (Girado)  – 3:39
5. «Tiene que ser entre dos» (Campana, Berna, Calderón) – 2:31

Lado B
1. «Sabes que te amo» (D.R.) / «Yo te buscaré» (Campana, Berna, Calderón) / «Te dije que te fueras» (Cavanes, Montenaggio, Campos) – 7:37
2. «Hablemos solo de amor» (Scavuzzo, Bagnatti, Calderón) / «El gallo José / Vuela y dile que la quiero» (Scavuzzo, Martí, García) / «La mentira tiene patas cortas» (Campana, Berna, Calderón)  – 7:33

- Datos: Q107736686